# Quintin Brand
Sir Christopher Joseph Quintin Brand KBE, DSO, MC, DFC (25. května 1893 – 7. března 1968) byl důstojník britské armády a později Royal Air Force jihoafrického původu.

## První světová válka
V letech 1914 až 1915 byl příslušníkem South African Defence Force a v roce 1915 odcestoval do Anglie, kde vstoupil do Royal Flying Corps. Po absolvování pilotního výcviku zde 30. března 1916 získal letecké oprávnění Royal Aero Clubu č. 3949. Poté od května 1916 sloužil jako pilot stíhacího Nieuportu 17 u 1. peruti RFC na západní frontě. Později se stal velitelem letky, nejprve u 1. a posléze u 112. peruti RFC, noční stíhací jednotky vybavené stroji Sopwith Comic bránící Britské ostrovy, jejíž velení převzal v únoru 1918. V červenci 1918 se stal velitelem 151. peruti Royal Air Force, první britské noční stíhací jednotky operující na západní frontě. Za války dosáhl celkem dvanácti vzdušných vítězství, čímž dosáhl statusu esa. Za odvahu a dosažené úspěchy v boji mu byl udělen Military Cross a Distinguished Flying Cross.

## Meziválečné období

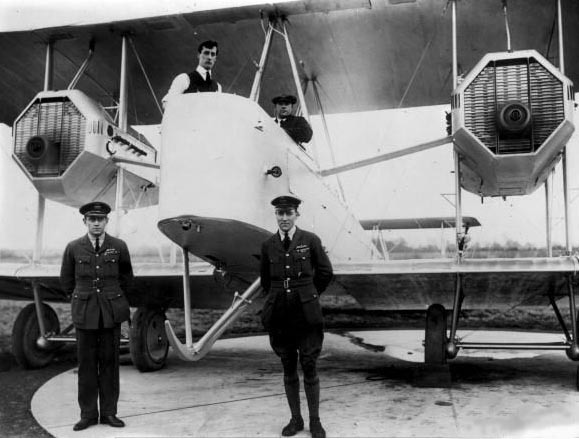
Kapitán Brand (vpravo), s podplukovníkem van Ryneveldem, stojí před strojem Vickers Vimy G-UABA „Silver Queen“ před odletem z Londýna

Po skončení války zůstal příslušníkem Royal Air Force, zpočátku v hodnosti kapitána. V roce 1920 byl detašován k South African Air Force a spolu s podplukovníkem Pierrem van Ryneveldem podnikl historicky první etapový přelet mezi Londýnem a Kapským Městem, na strojích Vickers Vimy a Airco D.H.9, za což byli oba letci povýšeni na rytíře. Vzhledem k výměně letadel, vynucené technickými závadami, se však nekvalifikovali na cenu ve výši 10 000 liber, kterou za uskutečnění tohoto přeletu vypsaly The Times.
1. ledna 1922 byl povýšen do hodnosti Squadron Leader a působil pak převážně ve štábních a odborných technických funkcích. V roce 1932 byl detašován do Egypta, jako generální ředitel letectva při jeho vládě. V roce 1935 dosáhl hodnosti Group Captain, a od července 1936 působil opět v Británii jako ředitel údržby a oprav RAF, od roku 1938 v hodnosti Air Commodore.

## Druhá světová válka
Dne 15. června 1940 se současně s povýšením do hodnosti Air Vice Marshal stal velitelem 10. skupiny stíhacího letectva Royal Air Force, v jejímž čele se podílel na bitvě o Británii, a 25. července 1941 se stal velitelem 20. (výcvikové) skupiny RAF. Do výslužby odešel v listopadu 1943. Zemřel 7. března 1968 v Rhodesii.